# Luchino Pascalis
Luchino Pascalis, anche Luchino Pascale, Luchino Pascali, Luchino Pasquale, Luchino Pasquali (Chieri, XIV secolo – Piemonte, XV secolo), è stato un medico italiano, professore di medicina e archiatra di Amedeo di Savoia-Acaia e di Ludovico di Savoia-Acaia.

## Biografia
Già lettore di medicina all'Università di Pavia, di famiglia originaria di Villastellone, svolse l'attività di medico in tutto il nord Italia, dalla Lombardia a Bologna. Chiamato ad esercitare a Chieri dal medico locale Antonio Magliano, diventò archiatra di Amedeo di Savoia-Acaia e di Ludovico di Savoia-Acaia, con i quali passò lungo tempo a Torino, a Pinerolo, e a Saluzzo. Conquistato il favore dei Savoia-Acaja, in segno di riconoscenza per i servigi resi ne nobilitarono il casato. Con la scomparsa di Ludovico avvenuta nel 1418, Luchino Pascalis continuò ad esercitare l'attività medica. E nel 1428 tornato a Chieri, diventò lettore di medicina nella locale università, e qui compose i trattatelli De Pleuresi e De Febribus, che dedicò al Magliano.